# Amphipoea brunnea-flavo
Amphipoea brunnea-flavo är en fjärilsart som beskrevs av Tutt. Amphipoea brunnea-flavo ingår i släktet Amphipoea och familjen nattflyn. Inga underarter finns listade i Catalogue of Life.